# NGC 4000
NGC 4000 is een spiraalvormig sterrenstelsel in het sterrenbeeld Leeuw. Het hemelobject werd op 25 april 1878 ontdekt door de Ierse astronoom Lawrence Parsons.

## Synoniemen
- UGC 6949
- MCG 4-28-103
- ZWG 127.118
- IRAS 11554+2524
- PGC 37643